# Pio canta i successi del Celebre
Pio canta i successi del Celebre è un album del cantante Pio pubblicato nel 1998 dalla D.V. More Record. 
Contiene, oltre ai successi di Adriano Celentano reinterpretati, due brani inediti composti con Gianni Drudi: Il francobollo tango e Canzone d'amore.

## Tracce
1. Il ragazzo della via Gluck (A. Celentano, L. Beretta, M. Del Prete)
2. Un albero di 30 piani (A. Celentano)
3. Pregherò (Don Backy, R. Gianco, D. Mariano)
4. Sei rimasta sola (M. Del Prete, R. Gianco)
5. Azzurro (P. Conte, V. Pallavicini)
6. Grazie, prego, scusi... (Mogol, P. Massara, M. Del Prete)
7. Nata per me (A. Celentano, M. Del Prete, Mogol)
8. 24mila baci (A. Celentano, P. Vivarelli, L. Fulci)
9. Viola (F. De Luca, L. Beretta, M. Del Prete)
10. Ragazzina (P. Trebbi, M. Valletta)
11. Il sole dei pazzi (P. Trebbi, M. Valletta, L. Beretta)
12. Frutto acerbo (P. Trebbi, M. Valletta, L. Beretta)
13. Nevicava a Roma (R. Negri, P. Verdecchia, L. Beretta, M. Del Prete)
14. Il francobollo tango (P. Trebbi, G. Drudi)
15. Canzone d'amore (P. Trebbi, G. Drudi)